# Aeroportul Gandajika
Aeroportul Gandajika (IATA: GDJ, ICAO: FZWC) este un aeroport din Kasaï Oriental (fostă provincie), Republica Democratică Congo ce deservește zona Gandajika. A fost numit după zona deservită.
Situat la o altitudine de 798 m, aeroportul dispune de o singură pistă.